# Hendrik Christian Andersen
Hendrik Christian Andersen, mis au monde à Bergen le 17 avril 1872 par Anders Andersen et Helene Andersen, et mort à Rome le 19 décembre 1940, est un sculpteur et urbaniste (américano)-norvégien connu pour son projet visionnaire de Centre mondial de communication, une cité idéale destinée à favoriser la paix, les arts et le progrès scientifique.
Peu avant le début de la première guerre mondiale, le mouvement pacifiste international ambitionnait de construire cette cité idéale afin de réunir l’élite scientifique, intellectuelle, sportive et spirituelle de toutes les nations.

## Biographie

### Jeunesse et formation
Né en Norvège en 1872, Andersen émigre avec sa famille aux États-Unis dès son enfance. Il découvre sa vocation artistique à Newport, Rhode Island, avant de partir se former en Europe, principalement à Paris et en Italie. Son travail de sculpteur s’inspire du classicisme et de l’académisme de la fin du XIXe siècle.

### Olivia Cushing Andersen, muse et mécène
Une figure essentielle dans la vie et l’œuvre d’Hendrik Andersen est Olivia Cushing Andersen. Issue d’une riche famille américaine, Olivia devient non seulement sa belle-sœur, mais aussi sa principale mécène et collaboratrice intellectuelle. Passionnée par la culture et la philosophie, elle joue un rôle fondamental dans la conceptualisation du Centre mondial de communication. Ses idées et son soutien financier permettent à Andersen d’élaborer son projet monumental et de le diffuser à travers l’Europe.

## Le Centre mondial de communication: un rêve universel
Dès les premières années du XXe siècle, Andersen conçoit une ville idéale où convergeraient les arts, les sciences et la diplomatie internationale. Avec l’architecte français Ernest Hébrard, il formalise cette ambition dans Création d’un Centre mondial de communication (1913).
Cette cité devait comprendre :
- Un Temple des Arts, un Institut international des sciences et une Bibliothèque de référence
- Une Tour du Progrès, gratte-ciel de 320 mètres destiné à accueillir des communications en temps réel
- Une Fontaine de vie, sculpture monumentale célébrant l’unité du monde

Bien que jamais réalisée, cette vision influence plusieurs projets du XXe siècle, notamment l’Exposition universelle de Rome prévue sous Mussolini (E42), dont les plans rappellent étrangement ceux d’Andersen.

### Des soutiens prestigieux
Au cours de l'année 1913, le projet d’Andersen rencontre un succès planétaire. Il suscite un vif intérêt dans les cercles artistiques et intellectuels de son époque. Parmi ses soutiens figurent :
- Auguste Rodin, qui admire l’audace de son concept et la puissance de ses sculptures
- Albert Ier, roi des Belges, fervent défenseur du pacifisme et des institutions internationales
- Pierre de Coubertin, fondateur des Jeux olympiques modernes
- Ernst Haeckel, biologiste évolutionniste de renom
- Paul Otlet, pionnier de la documentation mondiale et inspirateur de l’UNESCO

En 1913, plusieurs journaux internationaux, dont Le Figaro et The New York Times, relaient cette ambition, voyant dans le projet un possible futur siège du progrès humain.

### Le soutien de Mussolini et la chute dans l’oubli
Au lendemain de la Première Guerre mondiale, les rêves pacifistes et mondialistes ne sont plus en vogue. Dans les années 1920, Andersen présente son projet au dictateur italien Benito Mussolini, qui se montre enthousiaste et propose un terrain près de Rome pour sa construction. Toutefois, ce soutien n’aboutit à aucune réalisation concrète, et l’artiste voit son rêve s’éloigner.
À sa mort en 1940, son travail est largement oublié, et sa villa à Rome, qui devait être un musée, sombre dans l’abandon.

## Redécouverte et héritage
Longtemps tombée dans l’oubli, l'œuvre d'Andersen est redécouverte dans les années 1990, grâce aux efforts de la conservatrice Elena di Majo, lorsque la Villa Helene est restaurée et devient en 1999 le Musée Hendrik Christian Andersen, rendant hommage à son œuvre.
C’est ensuite avec la publication de La Capitale de l’Humanité de Jean-Baptiste Malet en 2022 que l’artiste et son projet refont surface. Basé sur des recherches approfondies dans les archives du Musée Andersen à Rome et de la Bibliothèque du Congrès à Washington, cet ouvrage révèle l’ampleur et l’impact du projet d’Andersen, le replaçant dans l’histoire des grandes utopies du XXe siècle.

## Tombe
Hendrik Christian Andersen est enterré au cimetière anglais de Rome.

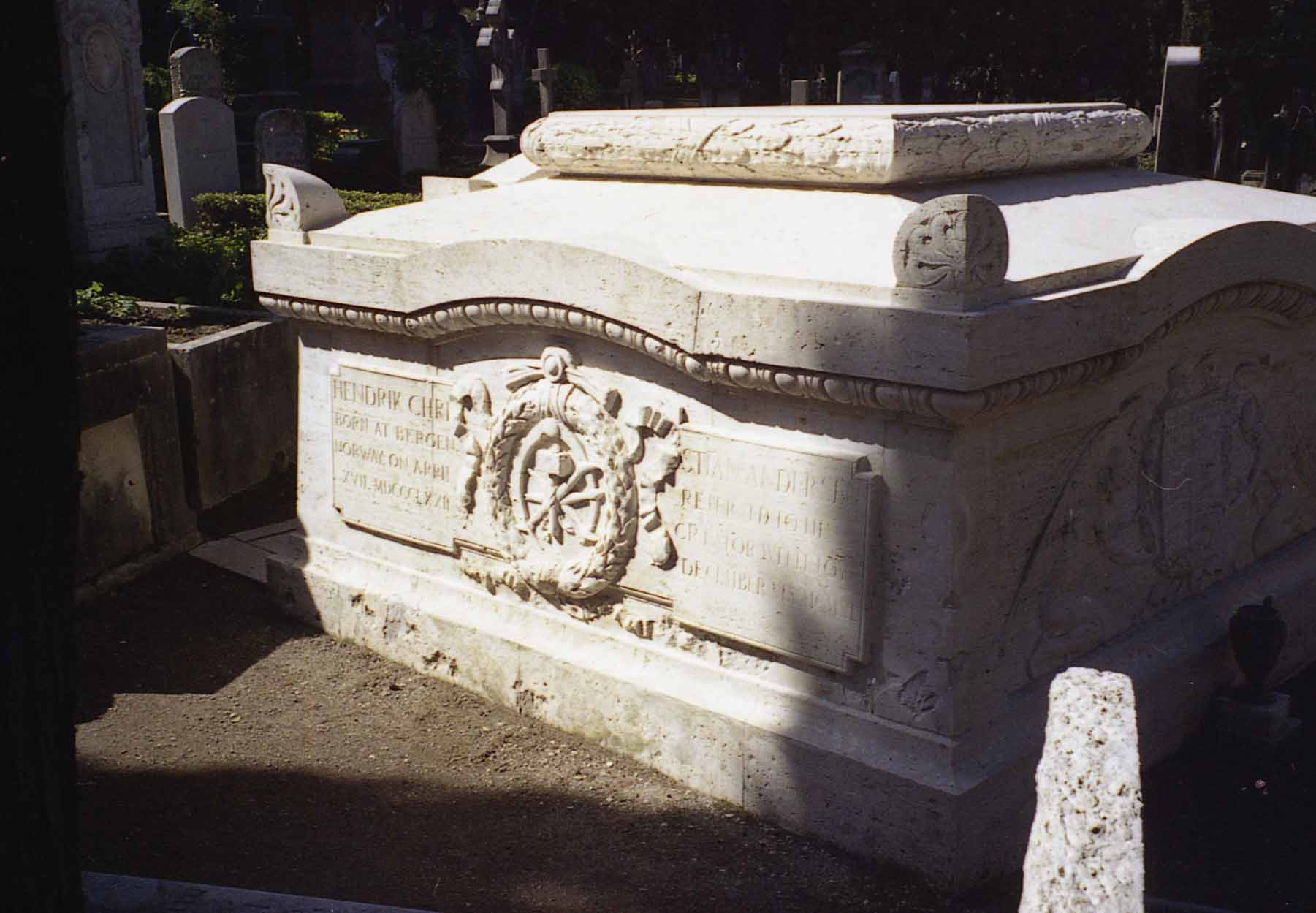
La tombe d'Andersen à Rome.

## Archives et documentation
Les deux principaux fonds d’archives sur Hendrik Christian Andersen sont :
- Le Musée Hendrik Christian Andersen[5] à Rome, qui conserve ses sculptures et les plans originaux du Centre mondial.
- La Bibliothèque du Congrès de Washington[6], où se trouvent la correspondance et les journaux intimes d'Andersen.